# ورم كيسي دهني بسيط
الورم الكيسي الدهني البسيط (بالإنجليزية: Steatocystoma simplex)‏ ويُسمى أيضًا كيسة القناة الدهنية البسيطة (بالإنجليزية: Simple sebaceous duct cyst)‏ أو الورم الكيسي الدهني الوحيد (بالإنجليزية: Solitary steatocystoma)‏، هو حالة جلدية تتميز بوجود آفة جلدية، والتي تحدث بشكلٍ متساوٍ بين الرجال والنساء، وغالبًا ما تكتشف في الوجه أو الجذع أو الأطراف.:679